# 中国皇帝登基年龄列表
下面是中国历史上皇帝登基年龄列表，所列是皇帝年龄可考者，年龄都是虚岁，而非周岁：

## 秦
- 秦始皇（秦王13岁，皇帝39岁）
- 秦二世（20岁）

## 汉

### 西汉
- 汉高祖（年龄不可考）
- 汉惠帝（16岁）
- 汉后少帝（12岁）（呂后臨朝稱制）
- 汉文帝（23岁）
- 汉景帝（32岁）
- 汉武帝（16岁）
- 汉昭帝（8岁）
- 昌邑王（19岁）
- 汉宣帝（18岁）
- 汉元帝（26岁）
- 汉成帝（19岁）
- 汉哀帝（19岁）
- 汉平帝（9岁）
- 孺子（2岁）

### 新
- 王莽（54岁）

### 东汉
- 汉光武帝（31岁）
- 汉明帝（30岁）
- 汉章帝（18岁）
- 汉和帝（10岁）
- 汉殇帝（100天）中國歷史上登基時年紀最小的皇帝
- 汉安帝（13岁）
- 汉顺帝（11岁）
- 汉冲帝（2岁）
- 汉质帝（8岁）
- 汉桓帝（15岁）
- 汉灵帝（13岁）
- 汉少帝（13岁）
- 汉献帝（9岁）

## 三国

### 曹魏
- 魏文帝（34岁）
- 魏明帝（22岁）
- 魏齐王（9岁）
- 高贵乡公（14岁）
- 魏元帝（15岁）

### 蜀汉
- 汉昭烈帝（61岁）
- 汉后主（17岁）

### 東吳
- 吴大帝（48岁）
- 会稽王（10岁）
- 吴景帝（24岁）
- 吴末帝（23岁）

## 晋

### 西晋
- 晋武帝（30岁）
- 晋惠帝（32岁）
- 晋怀帝（23岁）
- 晋愍帝（14岁）

### 东晋
- 晋元帝（43岁）
- 晋明帝（24岁）
- 晋成帝（5岁）
- 晋康帝（20岁）
- 晋穆帝（1岁）
- 晋哀帝（21岁）
- 晋海西公（24岁）
- 晋简文帝（51岁）
- 晋孝武帝（11岁）
- 晋安帝（15岁）
- 晋恭帝（34岁）
- 楚武悼帝桓玄（35岁）

## 十六国

### 汉赵
- 汉光文帝（不详）
- 刘和（不详）
- 汉昭武帝（不详）
- 汉隐帝（不详）
- 刘曜（不详）

### 前凉
为凉王非皇帝
- 凉武王（47岁）
- 凉明王（44岁）
- 凉成王（44岁）
- 凉文王（18岁）
- 凉桓王（20岁）
- 凉哀公（9岁）
- 凉威王（不详）
- 凉冲王（6岁）
- 凉悼公（18岁）

### 成汉
- 成武帝（31岁）
- 成哀帝（47岁）
- 成幽公（22岁）
- 汉昭文帝（39岁）
- 汉后主（不详）

### 后赵
- 赵明帝（赵王46岁，皇帝57岁）
- 赵海阳王（20岁）
- 赵武帝（天王40岁，皇帝55岁）
- 赵少帝（11岁）

### 前秦
- 秦景明帝（34岁）
- 秦越厉王（22岁）
- 秦宣昭帝（天王20岁）
- 秦高帝（44岁）

### 后秦
- 秦武昭帝（秦王55岁，皇帝57岁）
- 秦文桓帝（29岁）
- 秦末主（29岁）

### 胡夏
- 夏武烈帝（夏王27岁，皇帝38岁）
- 赫连昌（不详）
- 赫连定（不详）

### 前燕
- 燕文明帝（大单于37岁，燕王41岁）
- 燕景昭帝（燕王30岁，皇帝34岁）
- 燕幽帝（11岁）

### 后燕
- 燕成武帝（燕王59岁，皇帝61岁）
- 燕惠愍帝（42岁）
- 燕昭武帝（26岁）
- 燕昭文帝（17岁）

### 南燕
- 燕献武帝（燕王63岁，皇帝65岁），僅次於武則天，登基時年紀第二大的皇帝
- 燕末主（21岁）

### 西燕
- 燕威帝（27岁）

### 后凉
- 凉懿武帝（凉王49岁）

### 南凉
- 凉景王（凉王38岁）

### 北凉
- 凉武宣王（凉王34岁）

### 西凉
- 凉武昭王（凉公50岁）

### 代
- 拓跋什翼犍（21岁）

## 南北朝

### 南朝

#### 宋
- 宋武帝（58岁）
- 宋少帝（17岁）
- 宋文帝（18岁）
- 刘劭（30岁）
- 宋孝武帝（24岁）
- 宋前废帝（16岁）
- 宋明帝（27岁）
- 宋后废帝（10岁）
- 宋顺帝（9岁）

#### 齐
- 齐高帝（53岁）
- 齐武帝（43岁）
- 齐郁林王（20岁）
- 齐海陵王（15岁）
- 齐明帝（43岁）
- 齐东昏侯（16岁）
- 齐和帝（14岁）

#### 梁
- 梁武帝（39岁）
- 梁简文帝（47岁）
- 梁元帝（45岁）
- 梁敬帝（13岁）
- 萧纪（45岁）
- 萧庄（10岁）

##### 后梁
- 梁宣帝（37岁）
- 梁明帝（21岁）

#### 陈
- 陈武帝（55岁）
- 陈文帝（38岁）
- 陈废帝（13岁）
- 陈宣帝（39岁）
- 陈后主（30岁）

### 北朝

#### 北魏
- 魏道武帝（16岁）
- 魏明元帝（18岁）
- 魏太武帝（16岁）
- 魏文成帝（13岁）
- 魏献文帝（12岁）
- 魏孝文帝（5岁）
- 魏宣武帝（17岁）
- 魏孝明帝（6岁）
- 元氏（1岁）
- 魏幼主（3岁）
- 魏孝庄帝（22岁）
- 魏节闵帝（34岁）
- 魏安定王（19岁）
- 魏孝武帝（23岁）

#### 西魏
- 魏文帝（29岁）

#### 东魏
- 魏孝静帝（11岁）

#### 北齐
- 齐文宣帝（25岁）
- 齐废帝（15岁）
- 齐孝昭帝（26岁）
- 齐武成帝（24岁）
- 齐后主（10岁）
- 齐幼主（8岁）

#### 北周
- 周孝闵帝（16岁）
- 周明帝（24岁）
- 周武帝（18岁）
- 周宣帝（20岁）
- 周静帝（7岁）

## 隋
- 隋文帝（41岁）
- 隋炀帝（36岁）
- 隋恭帝（13岁）
- 皇泰主（14岁）

## 唐
- 唐高祖（53岁）
- 唐太宗（28/29岁）
- 唐高宗（22岁）
- 武则天（67岁，登基時年紀最大的中國皇帝）
- 唐中宗（28岁，重祚50岁）
- 唐殇帝（16岁）
- 唐睿宗（23岁，重祚49岁）
- 唐玄宗（27岁）
- 唐肅宗（46岁）
- 唐代宗（36岁）
- 唐德宗（38岁）
- 唐顺宗（45岁）
- 唐宪宗（28岁）
- 唐穆宗（26岁）
- 唐敬宗（15岁）
- 唐文宗（19岁）
- 唐武宗（27岁）
- 唐宣宗（37岁）
- 唐懿宗（28岁）
- 唐僖宗（12岁）
- 唐昭宗（21岁）
- 唐哀帝（13岁）

## 五代十国

### 后梁
- 梁太祖（56岁）
- 朱友珪（38岁）
- 梁末帝（26岁）

### 后唐
- 唐庄宗（晋王24岁，皇帝39岁）
- 唐明宗（60岁）
- 唐闵帝（20岁）
- 唐末帝（50岁）

### 后晋
- 晋高祖（45岁）
- 晋出帝（29岁）

### 后汉
- 汉高祖（53岁）
- 汉隐帝（18岁）

### 后周
- 周太祖（48岁）
- 周世宗（34岁）
- 周恭帝（7岁）

### 前蜀
- 前蜀高祖（蜀王57岁，皇帝61岁）
- 前蜀后主（30岁）

### 后蜀
- 后蜀高祖（61岁）
- 后蜀后主（16岁）

### 杨吴
- 吴孝武王（吴王51岁）
- 吴景王（20岁）
- 吴宣王（吴王12岁，吴国王23岁）
- 吴睿帝（吴国王21岁，皇帝31岁）

### 南唐
- 唐烈祖（50岁）
- 唐元宗（28岁）
- 唐后主（25岁）

### 南汉
- 汉高祖（南海王23岁，皇帝29岁）
- 汉殇帝（23岁）
- 汉中宗（24岁）
- 汉后主（16岁）

### 闽
- 闽太祖（闽王48岁）
- 闽嗣王（不详）
- 闽惠宗（不详）
- 闽康宗（不详）
- 闽景宗（不详）
- 富沙王（不详）

其余君主生年皆不详

### 吴越
为王非皇帝
- 吴越太祖（46岁）
- 吴越世宗（46岁）
- 吴越成宗（14岁）
- 吴越忠逊王（19岁）
- 秦国忠懿王（20岁）

### 楚
为王非皇帝
- 楚武穆王（56岁）
- 楚衡阳王（33岁）
- 楚文昭王（35岁）

### 荆南
为王非皇帝
- 楚武信王（67岁）
- 南平文献王（38岁）
- 南平贞懿王（29岁）
- 高保勖（37岁）
- 高继冲（20岁）

### 北汉
- 汉世祖（57岁）
- 汉睿宗（29岁）

## 宋

### 北宋
- 宋太祖（33岁）
- 宋太宗（38岁）
- 宋真宗（30岁）
- 宋仁宗（12岁）
- 宋英宗（32岁）
- 宋神宗（20岁）
- 宋哲宗（9岁）
- 宋徽宗（19岁）
- 宋钦宗（27岁）

### 南宋
- 宋高宗（21岁）
- 宋孝宗（36岁）
- 宋光宗（43岁）
- 宋宁宗（27岁）
- 宋理宗（20岁）
- 宋度宗（25岁）
- 宋恭帝（4岁）
- 宋端宗（9岁）
- 宋帝昺（8岁）

## 辽
- 辽太祖（45岁）
- 辽太宗（26岁）
- 辽世宗（30岁）
- 辽穆宗（21岁）
- 辽景宗（22岁）
- 辽圣宗（12岁）
- 辽兴宗（16岁）
- 辽道宗（24岁）
- 天祚帝（27岁）

### 西辽
- 辽德宗（辽王30岁，皇帝38岁）
- 辽仁宗（16岁）
- 耶律直魯古（不详）
- 屈出律（不详）

## 西夏
- 夏景宗（30岁）
- 夏毅宗（2岁）
- 夏惠宗（8岁）
- 夏崇宗（4岁）
- 夏仁宗（17岁）
- 夏桓宗（17岁）
- 夏襄宗（37岁）
- 夏神宗（49岁）
- 夏献宗（43岁）
- 夏末帝（23岁）

## 金
- 金太祖（48岁）
- 金太宗（49岁）
- 金熙宗（17岁）
- 海陵王（28岁）
- 金世宗（39岁）
- 金章宗（22岁）
- 卫绍王（41岁）
- 金宣宗（51岁）
- 金哀宗（26岁）
- 金末帝（32岁）

## 元
- 元太祖（45岁）
- 元太宗（44岁）
- 元定宗（41岁）
- 元宪宗（44岁）
- 元世祖（46岁）
- 元成宗（30岁）
- 元武宗（27岁）
- 元仁宗（27岁）
- 元英宗（18岁）
- 泰定帝（31岁）
- 天顺帝（9岁）
- 元文宗（25岁，重祚26岁）
- 元明宗（30岁）
- 元宁宗（7岁）
- 元顺帝（14岁）
- 元昭宗（32岁）
- 元天元帝（37岁）

## 明
- 明太祖（41岁）
- 建文帝（22岁）
- 明成祖（43岁）
- 明仁宗（45岁）
- 明宣宗（25岁）
- 明英宗（9岁，重祚29岁）
- 景泰帝（22岁）
- 明宪宗（17岁）
- 明孝宗（17岁）
- 明武宗（15岁）
- 明世宗（14岁）
- 明穆宗（30岁）
- 明神宗（10岁）
- 明光宗（39岁）
- 明熹宗（14岁）
- 崇祯帝（16岁）

### 南明
- 明安宗（38岁）
- 明绍宗（44岁）
- 明文宗（42岁）
- 明昭宗（22岁）

## 清
- 清太祖（金国大汗58岁）
- 清太宗（金国大汗35岁，大清皇帝45岁）
- 清世祖（6岁）
- 清圣祖（8岁）
- 清世宗（45岁）
- 清高宗（25岁）
- 清仁宗（37岁）
- 清宣宗（39岁）
- 清文宗（20岁）
- 清穆宗（6岁）
- 清德宗（4岁）
- 宣统帝（3岁）